# Melanozosteria hermannsburgensis
Melanozosteria hermannsburgensis är en kackerlacksart som först beskrevs av M. Josephine Mackerras 1968.  Melanozosteria hermannsburgensis ingår i släktet Melanozosteria och familjen storkackerlackor. Inga underarter finns listade i Catalogue of Life.